# 24 Hores de Montjuïc 1969
L'edició de 1969 de les 24 Hores de Montjuïc fou la 15a d'aquesta prova, organitzada per la Penya Motorista Barcelona al Circuit de Montjuïc el cap de setmana del 5 i 6 de juliol.
Era la tercera prova de la Copa FIM de resistència d'aquell any.

## Classificació general
| Posició | Pilot 1           | Pilot 2         | Motocicleta | Voltes | Km        | Km/h    |
| ------- | ----------------- | --------------- | ----------- | ------ | --------- | ------- |
| 1       | Salvador Cañellas | Carles Rocamora | Bultaco 360 | 684    | 2.593,267 | 108,052 |
| 2       | Malcolm Uphill    | Steve Jolly     | Triumph     | 662    | 2.510,185 | 104,591 |
| 3       | Joan Parés        | Benjamí Grau    | OSSA        | 658    | 2.497,141 | 104,047 |
| 4       | Ken G. Buckmaster | George Collis   | Triumph     | 638    | 2.422,078 | 100,919 |
| 5       | Ron Wittich       | Tony Melody     | Norton      | 637    | 2.415,476 | 100,644 |
| 6       | Joan Bordons      | "Negri"         | Bultaco     | 628    | ?         | ?       |
| 7       | Charles Horton    | Alan Suton      | Triumph     | 624    | ?         | ?       |
| 8       | Pere Julià        | Abelard Julien  | OSSA        | 624    | ?         | ?       |
| 9       | Dave Degens       | Ian Goddard     | Dresda      | 623    | ?         | ?       |
| 10      | "Pitín"           | Manuel Millet   | OSSA        | 610    | ?         | ?       |

## Trofeus addicionals
| Trofeu                                     | Guanyador                                     |
| ------------------------------------------ | --------------------------------------------- |
| Trofeu Juan Antonio Samaranch              | Salvador Cañellas - Carles Rocamora           |
| Trofeu Conrado Cadirat per equips de marca | Triumph                                       |
| XV Trofeu "Centauro" de El Mundo Deportivo | Bultaco (Salvador Cañellas - Carles Rocamora) |